# 保羅·巴蘭
保羅·巴蘭（英語：Paul Baran，1926年4月19日—2011年3月31日），生於波蘭格羅德諾（現屬於白俄羅斯），移民美國，擁有美國公民權。電機工程師，提出了分組交換的概念，曾參與ARPANET的建立，對计算机网络的建立有極大的貢獻。

## 生平
保羅·巴蘭生於波蘭的猶太人家庭中，是家中三個小孩中排行最小的，他的意第緒語名字為波瑟曲（Pesach）。他們全家在1928年5月11日移民至美國，先居住在波士頓，後搬到費城。他的父親莫里斯·巴蘭（Morris "Moshe" Baran）開設了一間雜貨店，以此為生。
1949年，保羅·巴蘭自卓克索大學電機工程學系畢業後，加入埃克特-莫奇萊電腦公司（Eckert–Mauchly Computer Corporation），擔任電子數值積分計算器（ENIAC）研發工作。
1955年，他與艾芙琳·墨菲（Evelyn Murphy）結婚，搬到洛杉磯。在休斯飛機公司擔任雷達系統工程師。1959年，他參與夜間課程，取得洛杉磯加利福尼亞大學（UCLA）的電機工程學碩士學位，他的論文是關於單字識別。
1959年，加入蘭德公司，他的主要工作在於研究，當面臨核子武器威脅時，如何建立一個能夠保持資訊連結的系統。
2011年3月26日，因肺癌病逝。